# Watu Kebo
Watu Kebo is een bestuurslaag in het regentschap Banyuwangi van de provincie Oost-Java, Indonesië. Watu Kebo telt 9693 inwoners (volkstelling 2010).